# Медаль Обороны Америки
Медаль Обороны Америки (англ. American Defense Service Medal) — награда Вооружённых сил США, учреждённая указом № 8808 президента Франклина Рузвельта от 28 июня 1941 года для солдат, служивших на действительной службе с 8 сентября 1939 года по 7 декабря 1941 года.
Аналогичная медаль, известная как медаль «За Американскую кампанию», была учреждена в 1942 году за службу на американском театре военных действий во время Второй мировой войны.

## История
Медаль была учреждена указом № 8808 от 28 июня 1941 года президента Франклина Рузвельта и закреплена циркуляром военного министерства № 17 за 1941 год. Критерии награждения были объявлены в циркуляре № 44 от 13 февраля 1942 года. Дизайн служебной ленты был одобрен военным министром и министром военно-морского флота 7 января 1942 года. Дизайн медали разработал Ли Лори, гражданский скульптор из Истона, штат Мэриленд. Модель была одобрена Комиссией изящных искусств 5 мая 1942 года.

## Условия награждения
Медаль выдается военнослужащим, которые несли действительную военную службу в период между объявлением президентом Рузвельтом ограниченного чрезвычайного положения в стране 8 сентября 1939 года и нападением на Пёрл-Харбор 7 декабря 1941 года. Военнослужащие армии Соединенных Штатов, включая тех, кто находится в Резерве и Национальной гвардии получали эту медаль за любой стаж службы в течение указаного периода при условии, что они находились на действительной военной службе в течение двенадцати месяцев или дольше. ВМС США (за исключением тех резервистов, которые находились на действительной военной службе менее десяти дней в течение указанного периода) а также ВМС, Корпус морской пехоты США, а Береговая охрана США награждали медалью всех служащих в течение указанного периода, будь-то штатные или резервисты, при условии, что они прошли свои первоначальные медицинские осмотры.

## Описание награды

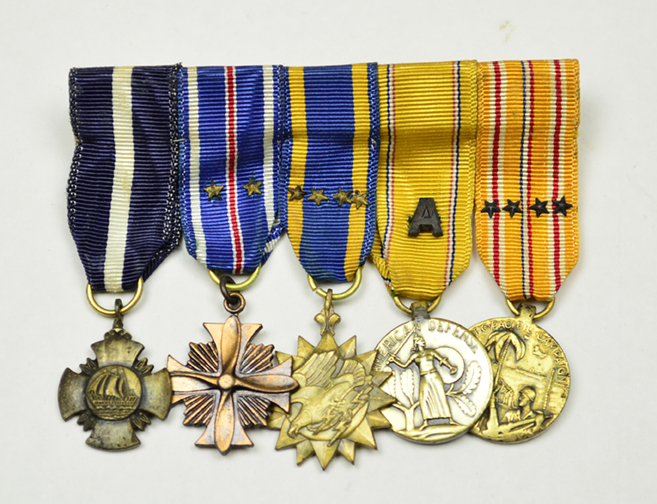
Медали, врученые Дугласу Алану Кларку: медаль "За оборону Америки — вторая справа, с Знак «A», указывающей на столкновения с державами Оси в Атлантическом океане в период с 22 июня по 7 декабря 1941 года

Бронзовая медаль была 32 мм в диаметре. На аверсе женская греческая фигура, символизирующая защиту, держащая в своей руке древний боевой щит, перевернутый назад, и размахивающая мечом над головой, стоит на стилизованной дубовой ветке с четырьмя листьями. Вверху надпись «AMERICAN DEFENSE».
На реверсе надпись «FOR SERVICE DURING THE LIMITED EMERGENCY PROCLAIMED BY THE PRESIDENT ON SEPTEMBER 8, 1939 OR DURING THE UNLIMITED EMERGENCY PROCLAIMED BY THE PRESIDENT ON MAY 27, 1941» («За службу во время ограниченного чрезвычайного положения, объявленного президентом 8 сентября 1939 года, или во время неограниченного чрезвычайного положения, объявленного президентом 27 мая 1941 года») над семилистным кустом лавра.
Подвеска и служебная лента медали 35 мм в ширину и состоит из золотисто-жёлтых, голубых, белых и красных полос. Золотой цвет был символом золотой возможности для молодежи Соединенных Штатов служить цветам национального флага.

## Украшения
Медаль за службу обороны США была утверждена со следующими украшениями:
- Планка[англ.] дипломатической службы — выдаётся армией США за военную службу за пределами континентальной части страны, включая службу на Аляске. Представляет собой бронзовый стержень шириной 3,2 мм и 38 мм в длину со словами «FOREIGN SERVICE» и звездочкой по краям;[1]
- Планка военных баз — выдаётся ВМС США и Корпусом морской пехоты США за службу за пределами континентальной части Соединенных Штатов (служба на Аляске или Гавайях соответствует требованиям);[4]
- Планка флота — выдаётся Военно-морским флотом, Корпусом морской пехоты и Береговой охраной США за службу в открытом море на любых судах атлантического, тихоокеанского или азиатского флота, а также военно-морской транспортной службы и судам, работающим непосредственно при выполнении военно-морских операций.[4] Представляет собой бронзовый стержень шириной 3,2 мм и длиной 38 мм с надписью «FLEET».
- Морская планка — выдается Береговой охраной для всех других судов и самолётов, не подпадающих под условия застёжки флота, которые регулярно проводили патрулирование в море.[4]
- Знак «A»[англ.] — выдаётся любому члену Военно-морского флота, кто нёс службу при реальном или потенциальном военном контакте с державами Оси в Атлантическом океане в период с 22 июня по 7 декабря 1941 года.[4] Застёжка «А» также носилась на единой ленте медали.
- Звезда за службу — носится вместо планок при ношении медали в виде ленты на военной форме.